# Sorin Grindeanu

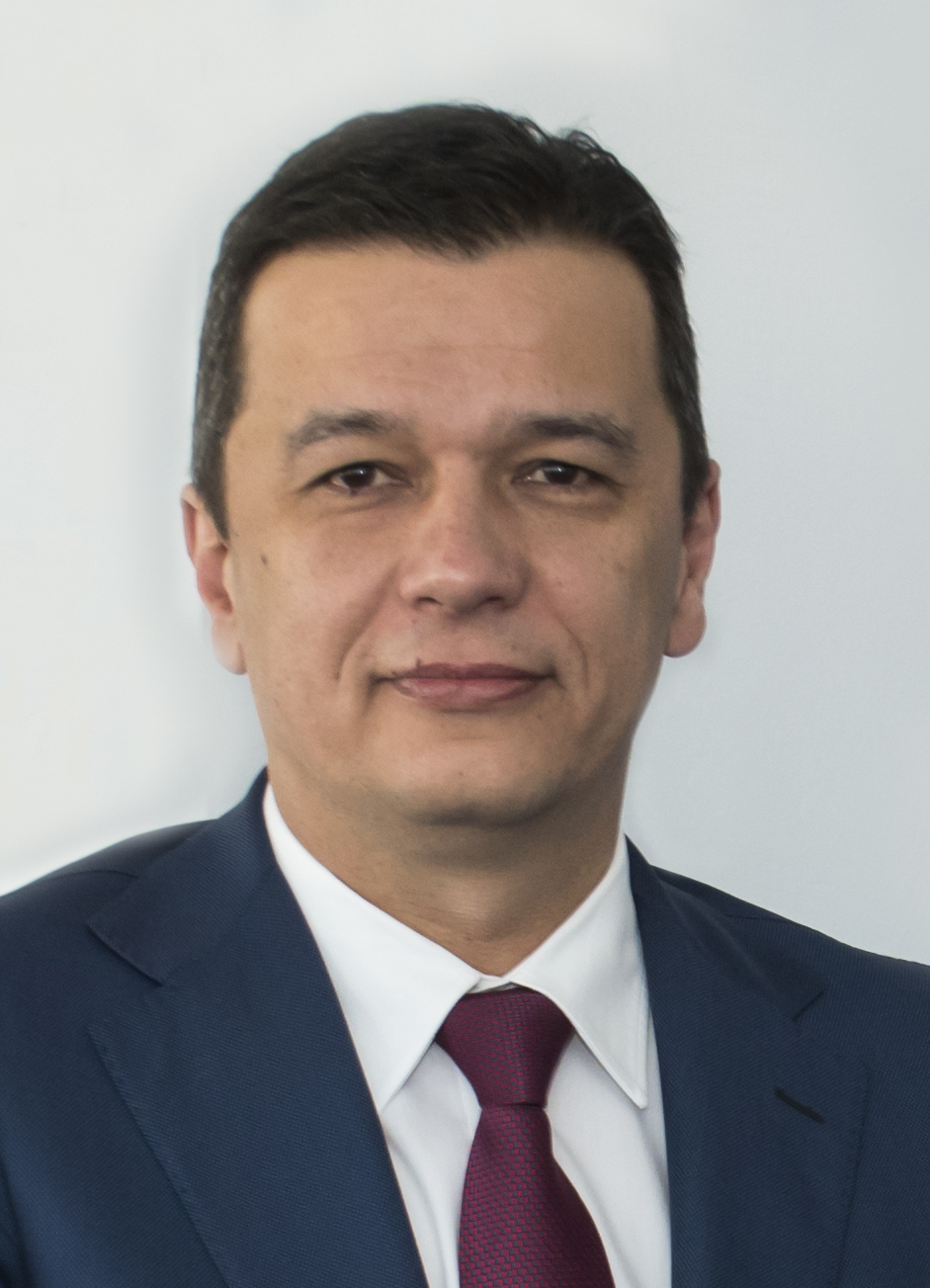
Sorin Grindeanu

Sorin Mihai Grindeanu (* 5. Dezember 1973 in Caransebeș) ist ein rumänischer Politiker (PSD). Er war vom 4. Januar 2017 bis zum 21. Juni desselben Jahres Ministerpräsident von Rumänien.

## Leben

### Studium und berufliche Karriere
Er studierte Informatik an der West-Universität Temeswar, war Dozent an der Universität und danach in der Privatwirtschaft tätig.

### Politische Karriere
Grindeanu ist Mitglied der sozialdemokratischen Partei PSD seit 1996 (damals noch PDSR). Von 2008 bis 2012 war er Vize-Bürgermeister von Temeswar. Von Dezember 2014 bis November 2015 war er Minister für Telekommunikation unter dem Regierungschef Victor Ponta (Kabinett Ponta IV). Danach war er Verwaltungschef des Kreis Timiș.
Am 30. Dezember 2016 wurde er von Klaus Johannis als Ministerpräsident akzeptiert, nachdem Johannis der zuerst vorgeschlagenen Sevil Shhaideh das Amt verweigert hatte. Am 4. Januar 2017 wurde er vom Parlament mit 295 Stimmen gewählt; 133 Abgeordnete stimmten dagegen (Kabinett Grindeanu).
Knapp einen Monat nach Grindeanus Wahl kam es wegen der geplanten Einführung eines Amnestiegesetzes für verurteilte korrupte Politiker zu mehrtägigen Massenprotesten in Bukarest und bis zu 14 weiteren Städten, den größten seit den Revolutionsprotesten im Jahr 1989. Rund um den Globus organisierten Rumänen Massenproteste gegen dieses Gesetz. Es sieht vor, dass Amtsmissbrauch bei einem Streitwert von weniger als 45.000 Euro nicht länger mit einer Gefängnisstrafe bestraft werden kann. Die Regierung begründete die Einführung unter anderem mit überfüllten Gefängnissen. Kritiker befürchten jedoch, dass die Verordnung korruptionsverdächtige Politiker schützen würde, darunter den wegen Wahlmanipulation verurteilten Parteivorsitzenden Liviu Dragnea. Die Justizaufsichtsbehörde CSM, Staatspräsident Klaus Johannis und der frühere Ministerpräsident und Ombudsmann für Bürgerrechte, Victor Ciorbea, erhoben Klage gegen das Gesetz vor dem rumänischen Verfassungsgericht. Das Gericht bestätigte am 7. Februar 2017 die Rechtmäßigkeit des Korruptionsgesetzes.
Am 21. Juni 2017 wurde Grindeanus Regierung durch ein Misstrauensvotum der Regierungsparteien gestürzt, was ein Novum in Rumänien war. Bereits am 15. Juni 2017 wurde Grindeanu aus seiner Partei ausgeschlossen. Der Parteivorsitzende Liviu Dragnea drohte weiteren Unterstützern der Regierung mit Parteiausschluss. Dragnea selbst ist vorbestraft. Ein Gesetz, das verurteilte Amtsträger von hohen Ämtern ausschließt, macht es Dragnea unmöglich, selber Ministerpräsident zu werden.
Seit 2021 ist Grindeanu Verkehrsminister.